# Adela Formoso de Obregón Santacilia
Adela Formoso de Obregón Santacilia (Ciudad de México, 30 de junio de 1905-ibídem, 7 de junio de 1981) fue una escritora, educadora, feminista y activista mexicana, fundadora y directora de la Universidad Femenina de México y de otras instituciones del mismo tipo en varios estados del país. También fundó la Unión Femenina Iberoamericana, la Universidad Femenina de México, la Asociación Pro Nutrición Infantil, el Comité Mexicano Pro Niños Desvalidos, la compañía de ballet La Paloma Azul y la Asociación Protectora de Animales. Por su trabajo recibió múltiples distinciones, entre las que se encuentra la Orden de Orange-Nassau, otorgada por la reina Juliana de Holanda.

## Biografía
Adela Formoso nació en la Ciudad de México el 30 de junio de 1901 y sus padres eran Joaquín Formoso Paadin y Adela Ferrer Martí. Cuando tenía 16 años fue miembro de una orquesta femenina por tres años y colaboró con varios artistas internacionales.

## Trayectoria
En 1926 ella y Luis G. Solana fundaron la primera orquesta femenina en México. Años más tarde se unió al Ateneo Mexicano de Mujeres. En 1936 da inicio su carrera como defensora de los derechos de las mujeres y los necesitados e instituye varias organizaciones como la Asociación para Evitar la Ceguera, el Centro de Débiles Visuales, entre otras. En 1943 creó y dirigió la Universidad Femenina de México, la cual era parte de la Universidad Nacional Autónoma de México y las carreras que se impartían eran de corta duración. En 1945 junto con Amalia Gonzalez Caballero es asesora técnica de México en la Conferencia de San Francisco. En 1948 instauró varias organizaciones pertenecientes a la Organización de las Naciones Unidas como: la Asociación Pro Nutrición Infantil, el Comité Mexicano Pro Nutrición Infantil y el Comité Mexicano Pro Niños Desvalidos.
A partir de 1950 participó en la creación de varias universidades en el país como la Universidad Femenina de Veracruz, la Universidad Femenina de Guadalajara y la Universidad Femenina de Acapulco. Tres años después estuvo a cargo de la Secretaría General de la Federación de Mujeres de las Américas.

## Obra
Entre sus obras se encuentran prosa, ensayo y teatro:
- Espejito de infancia (1933)
- Yanalté, libro sagrado: leyenda musicada en tres escenas y cuatro cuadros (1935)
- Adolescencia (1938)
- La mujer mexicana en la organización social del país (1939)

## Distinciones
- Comendador de la Orden de Orange-Nassau.
- En 1979 ganó la medalla Magdalena Mondragón por incorporar las carreras de periodismo y diplomacia en la Universidad Femenina de México.
- Fue acreedora del Collar de Oro de la Universidad Femenina de Guadalajara.
- Fue acreedora de la Gran Cruz de la Sociedad de Estudios Psicológicos[1]